# Ichneumon leucogastrius
Ichneumon leucogastrius är en stekelart som beskrevs av Franz Paula von Schrank 1802. Ichneumon leucogastrius ingår i släktet Ichneumon och familjen brokparasitsteklar. Inga underarter finns listade i Catalogue of Life.